# Fannia dodgei
Fannia dodgei är en tvåvingeart som beskrevs av Ainsley Seago 1954. Fannia dodgei ingår i släktet Fannia och familjen takdansflugor. Inga underarter finns listade i Catalogue of Life.